# Ренд Киршнер, Ребекка
Ребекка Синклэр (англ. Rebecca Sinclair; род. в 1974 году) — американский телевизионный сценарист и продюсер.

## Биография и карьера
Ребекка — дочь астрофизика Роберта Киршнера, профессора Гарвардского университете. Правнучка Уилльяма Ренда. В декабре 2008 года вышла замуж за Гарри Синклэра, музыканта и кинематографиста из Новой Зеландии. В данный момент живёт в Лос-Анджелесе, Калифорния.
Работала в качестве соисполнительного продюсера на шоу «Девочки Гилмор», сценаристом шоу «Хулиганы и ботаны», «Баффи — истребительница вампиров» и «Лас-Вегас». В 2009 году подписала контракт с компанией CBS и стала шоу-раннером сериала «90210: Новое поколение» во втором и третьем сезонах.
В марте 2011 года стало известно, что Ребекка покинет «90210: Новое поколение», чтобы заняться новыми проектами. По заявлению CBS, уход Синклэр был на мирных условиях. Variety отметил, что решение об уходе положительно скажется на карьере Ребекки, как женщины-продюсера: «Опыт, который получила Синклэр, поможет ей добиться успеха на любом поприще».

## Телевизионные работы

### Хулиганы и ботаны
- «The Diary» (31 января 2000)

### Баффи — истребительница вампиров
- «Out of My Mind» (17 октября 2000)
- «Listening to Fear» (28 ноября 2000)
- «Tough Love» (1 мая 2001)
- «Tabula Rasa» (13 ноября 2001)
- «Hell’s Bells» (5 марта 2002)
- «Help» (15 октября 2002)
- «Potential» (21 января 2003)
- «Touched» (6 мая 2003)

### Лас-Вегас
- «Jokers and Fools» (13 октября 2003)
- «The Strange Life Of Bob» (19 апреля 2004)

### Девочки Гилмор
Соисполнительный продюсер:
- «Emily Says Hello» (16 ноября 2004)
- «How Many Kropogs To Cape Cod?» (3 мая 2005)
- «Always A Godmother, Never A God» (4 октября 2005)
- «Bridesmaid Revisited» (28 февраля 2006)
- «That’s What You Get, Folks, For Makin' Whoopee» (3 октября 2006)
- «Go, Bulldogs!» (7 ноября 2006)
- «Santa’s Secret Stuff» (23 января 2007)
- «I’d Rather Be In Philadelphia» (6 февраля 2007)
- «I’m A Kayak, Hear Me Roar» (20 февраля 2007)
- «Hay Bale Maze» (17 апреля 2007)

### 90210: Новое поколение
Шоу-раннер (сезоны 2 и 3), исполнительный продюсер (с эпизода «Secrets & Lies»).
Сценарий:
- «Okaeri, Donna!» (14 апреля 2009)
- «Between A Sign & A Hard Place» (21 апреля 2009)
- «One Party Can Ruin Your Whole Summer» (19 мая 2009)
- «To New Beginnings» (8 сентября 2009)
- «Women’s Intuiton» (3 ноября 2009)
- «And Away They Go» (1 декабря 2009)
- «Girl Fight» (16 марта 2010)
- «Confessions» (18 мая 2010)
- «Holiday Madness» (6 декабря 2010)
- «The Enchanted Donkey» (18 апреля 2011)
- «To The Future!» (16 мая 2011)